# Pedro Lupion
Pedro Deboni Lupion Mello (Curitiba, 4 de junho de 1983) é um empresário e político brasileiro, atualmente deputado federal filiado ao Progressistas (PP).
Presidiu o Diretório Regional do Democratas no Paraná.
Em 2023, ganhou destaque por ser eleito presidente da Frente Parlamentar da Agropecuária, a bancada ruralista, conhecida por defender interesses do segmento no Congresso Nacional, entre 2023 e 2025.

## Vida pessoal e formação acadêmica
É filho de Denise Deboni e do ex-deputado federal Abelardo Lupion. É casado com Maria Fernanda Gaudêncio e juntos possuem dois filhos. Seu avô paterno, João Fortunato Bulcão Mello, foi casado com Leovegilda Lupion Mello. Portanto, Pedro Lupion é bisneto de Hermínia Rolim e do ex-governador Moisés Lupion. Hermínia Rolim é neta do coronel Telêmaco Augusto Enéas Morosini Borba. Sendo assim, Pedro Lupion é tetraneto de Telêmaco Borba, que também foi deputado estadual do Paraná.
É graduado em Comunicação Social com ênfase em Publicidade, é mestre em Ciências Políticas nas universidades Francisco de Vittoria e Rey Juan Carlos, na Espanha. É especialista em Comunicação Política e Campanhas Eleitorais, com pós-graduação pela Georgetown University, instituição católica do Distrito de Colúmbia, nos Estados Unidos. É especialista em Administração Pública e Governança com pós-graduação pela George Washington University, também nos Estados Unidos.

## Carreira política
Em sua primeira disputa eleitoral em 2010, se elegeu deputado estadual com 37.304 votos. Já na eleição de 2014, se reelegeu com 63.580 votos. Nas eleições de 2018 foi eleito deputado federal pelo Paraná. Na Assembleia Legislativa do Paraná, foi presidente da Comissão da Agricultura, vice-presidente das Comissões de Segurança Pública e Meio Ambiente, e membro da Comissão de Constituição e Justiça.
Durante a gestão da governadora Cida Borghetti foi líder do Governo na Assembleia Legislativa. Em dezembro de 2018, o governo do Paraná anunciou que Pedro Lupion foi agraciado com a Ordem Estadual do Pinheiro, o decreto assinado pela governadora Cida Borghetti diz respeito a mais alta honraria do Estado, recebendo a comenda no grau Grã Cruz, onde reconhece pessoas que se destacam em suas profissões e atuação pública.